# 特里·德里斯科尔
爱德华·卡思伯特·德里斯科尔（英語：Edward Cuthbert Driscoll Jr.，1947年8月28日—），美国NBA联盟前职业篮球运动员。他在1969年的NBA选秀中第1轮第4顺位被底特律活塞选中。